# Kuurne-Bruxelles-Kuurne 2019
La Kuurne-Bruxelles-Kuurne 2019, settantaduesima edizione della corsa, valevole come evento dell'UCI Europe Tour 2019 categoria 1.HC, si è svolta il 3 marzo 2019 su un percorso di 201,1 km, con partenza e arrivo a Kuurne, in Belgio. La vittoria è stata appannaggio del lussemburghese Bob Jungels, che ha completato il percorso in 4h42'54" alla media di 42,65 km/h, precedendo il britannico Owain Doull e l'olandese Niki Terpstra.
Al traguardo di Kuurne sono stati 70 i ciclisti, dei 165 alla partenza, che hanno portato a termine la competizione.

## Squadre e corridori partecipanti
| N.      | Cod. | Squadra               |
| ------- | ---- | --------------------- |
| 1-7     | TJV  | Team Jumbo-Visma      |
| 11-17   | BOH  | Bora-Hansgrohe        |
| 21-27   | DQT  | Deceuninck-Quick-Step |
| 31-37   | CPT  | CCC Team              |
| 41-47   | ALM  | AG2R La Mondiale      |
| 51-57   | LTS  | Lotto Soudal          |
| 61-67   | TKA  | Team Katusha Alpecin  |
| 71-77   | SKY  | Team Sky              |
| 81-87   | GFC  | Groupama-FDJ          |
| 91-97   | TFS  | Trek-Segafredo        |
| 101-107 | MTS  | Mitchelton-Scott      |
| 111-117 | TBM  | Bahrain-Merida        |
| 121-127 | EF1  | EF Education First    |

| N.      | Cod. | Squadra                    |
| ------- | ---- | -------------------------- |
| 131-137 | AST  | Astana Pro Team            |
| 141-147 | TDD  | Team Dimension Data        |
| 151-157 | UAD  | UAE Team Emirates          |
| 161-167 | MOV  | Movistar Team              |
| 171-177 | SVB  | Sport Vlaanderen-Baloise   |
| 181-187 | WGG  | Wanty-Gobert Cycling Team  |
| 191-197 | COF  | Cofidis, Solutions Crédits |
| 201-207 | ROC  | Roompot-Charles            |
| 211-217 | TDE  | Direct Énergie             |
| 221-227 | PCB  | Team Arkéa-Samsic          |
| 231-237 | ICA  | Israel Cycling Academy     |
| 241-247 | VCB  | Vital Concept-B&B Hotels   |

## Ordine d'arrivo (Top 10)
| Pos. | Corridore         | Squadra    | Tempo    |
| ---- | ----------------- | ---------- | -------- |
| 1    | Bob Jungels       | Deceuninck | 4h42'54" |
| 2    | Owain Doull       | Sky        | a 12"    |
| 3    | Niki Terpstra     | Direct     | s.t.     |
| 4    | Dylan Groenewegen | Jumbo      | s.t.     |
| 5    | Yves Lampaert     | Deceuninck | s.t.     |
| 6    | Florian Sénéchal  | Deceuninck | s.t.     |
| 7    | Jens Keukeleire   | Lotto      | s.t.     |
| 8    | André Greipel     | Arkéa      | s.t.     |
| 9    | Jasper De Buyst   | Lotto      | s.t.     |
| 10   | Carlos Barbero    | Movistar   | s.t.     |